# Baynes Bat

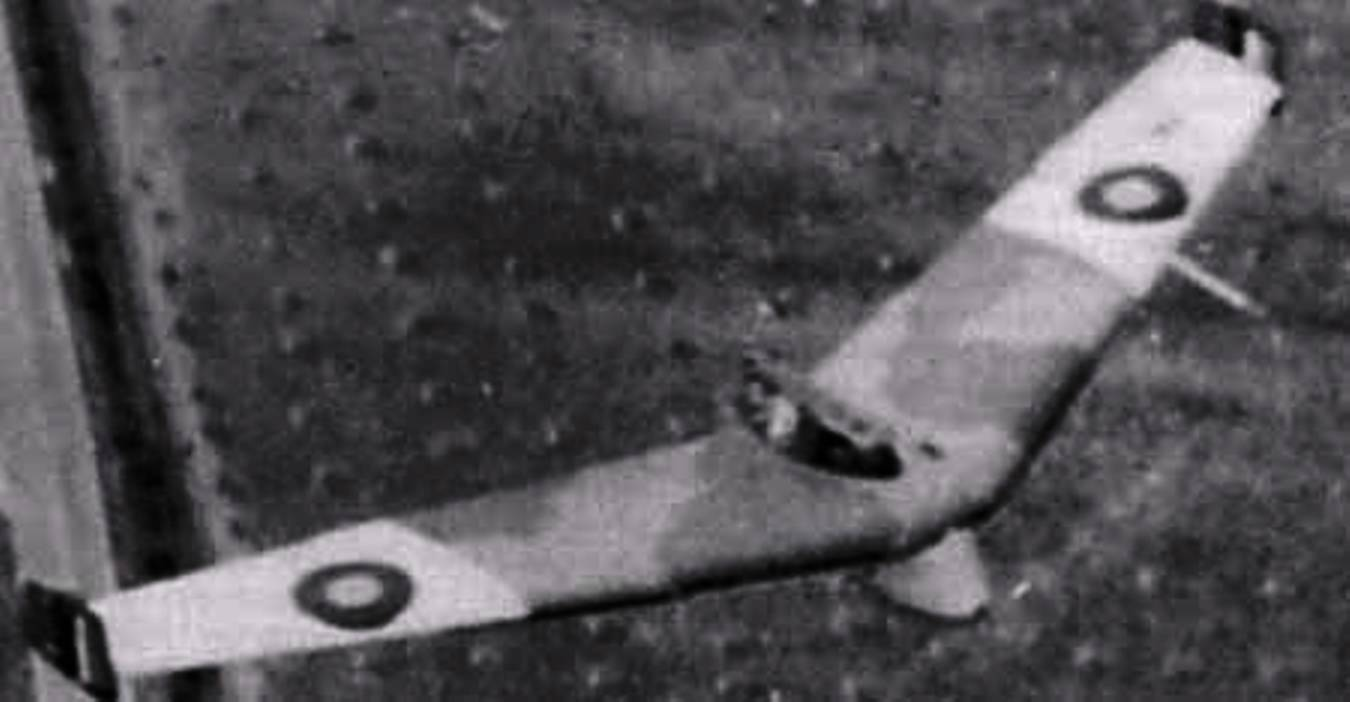
Baynes Bat

Baynes Bat — британський експериментальний планер часів Другої світової війни. Розроблений англійським авіаційним інженером Леслі Бейнсом. Виконаний в 1/3 натуральної величини.
Планер був побудований в одному примірнику компанією Slingsby Sailplanes для дослідження компоновки літаюче крило і передбачався як засіб десантування легких танків (концепція десантування, відома як «літаючий танк»).
Вперше піднявся в повітря в червні 1943 року.

## Технічні характеристики
- Екіпаж: 1
- Довжина: 3.46 м
- Розмах крил: 10.16 м
- Висота: 1.340 м
- Площа крила: 14,86 м²
- Співвідношення сторін: 7
- Вага нетто: 346,1 кг
- Вага брутто: 436,8 кг
- Максимальна швидкість: 193 км/год
- Крейсерська швидкість: 129 км/год
- Швидкість звалювання: 64 км/год
- Навантаження на крило: 29,3 кг/м²